# Cyanaeorchis arundinae
Cyanaeorchis arundinae es una especie  de orquídea de hábitos terrestres. Es originaria de Brasil.

## Descripción
Cyanaeorchis arundinae es una orquídea de tamaño mediano, que prefiere el clima cálido a frío, es de hábito creciente terrestre- Tiene un tallo erecto envuelto por varias alargadas envolturas tubulares, acuminadas y llevan 2 hojas apretados, conduplicadas, agudas, acuminadas y lineales que florece en la primavera en la naturaleza en una inflorescencia terminal erecta de 40] a 60 cm de largo, con 2 a 8 flores. Esta orquídea emerge de nuevo cada año para producir un nuevo tallo, las hojas, las flores y las semillas sólo para morir de nuevo y desaparecer hasta que el siguiente año con un crecimiento nuevo.

## Distribución y hábitat
Se encuentra en el Cerrado y la Mata Atlántica, distribuida por Minas Gerais, Sao Paulo, Río de Janeiro, Paraná y Rio Grande do Sul de Brasil en las elevaciones de alrededor de 1000 metros en los prados inclinados propensas a inundaciones estacionales. 

## Taxonomía
Cyanaeorchis arundinae  fue descrita por (Rchb.f.) Barb.Rodr.  y publicado en Genera et Species Orchidearum Novarum 1: 113. 1877.
Etimología
Cyanaeorchis: nombre genérico que viene del griego, cyaneus = "azul" y Orchis = "orquídea" dejando una vaga razón por la cual se atribuyó el nombre a estas plantas. 
arundinae: epíteto latino
Sinonimia
- Eulophia arundinae Rchb.f.
- Graphorchis arundinae (Rchb. f.) Kuntze
- Graphorkis arundinae (Rchb.f.) Kuntze[4][5]
- Cyrtopodium yauaperyense Krnzl. 1911
- Lichterveldia lindleyi Lem. 1855
- Odontoglossum citrosmum Lindley 1842
- Odontoglossum pendulum [La Llave & Lex.] Batem. 1888
- Oncidium citrosmum [Lindley]Beer 1854
- Oncidium galeottianum Drap.[3]